# Suffolk (Virginie)
Pour les articles homonymes, voir Suffolk (homonymie).
Suffolk est une ville américaine, ville indépendante de Virginie, située au sud-est de l'État. Sa population est estimée à 78 994 habitants.